# Am Rothenbaum
L'Am Rothenbaum è un impianto sportivo dedicato principalmente al tennis ad Amburgo, in Germania. Si trova tra i quartieri cittadini di Harvestehude e Rotherbaum, da cui prende il nome. È di proprietà del Club an der Alster.

## Storia
È uno degli impianti tennistici più vecchi al mondo e il più grande in Germania. La prima struttura fu uno stadio di pattinaggio su ghiaccio del club Eisbahnverein vor dem Dammtor e in questa veste nel 1894 ospitò per la prima volta l'Open di Amburgo, che sarebbe diventato un'importante tappa del tennis mondiale maschile e che era stato inaugurato nel 1892. Nei primi anni il torneo si svolse alternativamente in questa sede e in un altro stadio di pattinaggio su ghiaccio di Amburgo. A partire dal 1896 si tennero anche le varie edizioni disputate con alcune interruzioni dell'analogo torneo femminile e dal 1924 Am Rothenbaum fu la sede unica del torneo. È inoltre la sede della Federazione Tedesca Tennis, la Deutschen Tennis Bund (DTB).
Nel corso degli anni vi furono diverse ristrutturazioni, nel 1956 – in occasione del 50º anniversario del torneo – il campo centrale fu ammodernato e la capienza delle tribune fu portata a 5.000 posti. Negli anni successivi il torneo divenne sempre più importante e si rese necessario ingrandire ulteriormente lo stadio, vi furono nuovi rinnovi e la capienza fu portata nel 1964 a 8.000 posti, diventando uno degli stadi del tennis più grandi del mondo. Vi fu un ulteriore rinnovo nel 1980 e la capienza divenne di 9.000 posti. Nel 1989, la Federazione Tedesca Tennis spostò la sua sede all'Am Rothenbaum e quello stesso anno furono 102.000 gli spettatori che accorsero a vedere il torneo Open. Il 30 aprile 1993 vi fu all'Am Rothenbaum la tragedia dell'accoltellamento della nº 1 del mondo Monica Seles mentre stava disputando un incontro. L'autore del folle gesto fu un tedesco con disturbi psichici tifoso di Steffi Graf, alla quale la Seles aveva sottratto il primato nella classifica mondiale.
Il maltempo aveva più volte causato disagi durante lo svolgimento dei tornei e il problema fu risolto con la ristrutturazione del 1997-1999, quando il campo centrale fu dotato di una copertura a doppia membrana retrattile (una all'interno e una all'esterno) tesa da cavi in acciaio. Vi fu inoltre l'aumento della capienza a 13.200 posti e la spesa totale di 19 milioni di marchi fu il più grande investimento mai fatto in Germania per il tennis. Nel 2017 e 2018 fu la sede delle finali del World tour di beach volley. Una nuova ristrutturazione fu intrapresa all'inizio nel 2019, il primo lavoro fu il rifacimento della copertura retrattile e l'impianto fu riaperto nell'estate del 2019 per ospitare il campionato mondiale di beach volley e una nuova edizione dell'Open di Amburgo di tennis. In seguito furono ripresi i lavori con il rinnovo di spazi esterni, spogliatoi, servizi igienici e gradinate, con la capienza ridotta a 10.000 spettatori. La ristrutturazione ebbe fine nel 2020 con una spesa complessiva di 10 milioni di euro. L'Am Rothenbaum fu scelto come una delle sedi per la fase a gruppi delle finali della Coppa Davis 2022.

## Descrizione
Il campo da tennis dello stadio centrale ha la superficie in terra rossa e viene modificato in occasione degli eventi di beach volley. L'impianto comprende altri 11 campi da tennis all'aperto in terra rossa, una struttura coperta con altri tre campi da tennis, due campi da padel e altre strutture tra cui una piscina coperta, una sauna, un'area fitness e i campi di hockey su prato per l'allenamento delle squadre del Club an der Alster, che competono nei campionati nazionali maschile e femminile.

## Galleria d'immagini

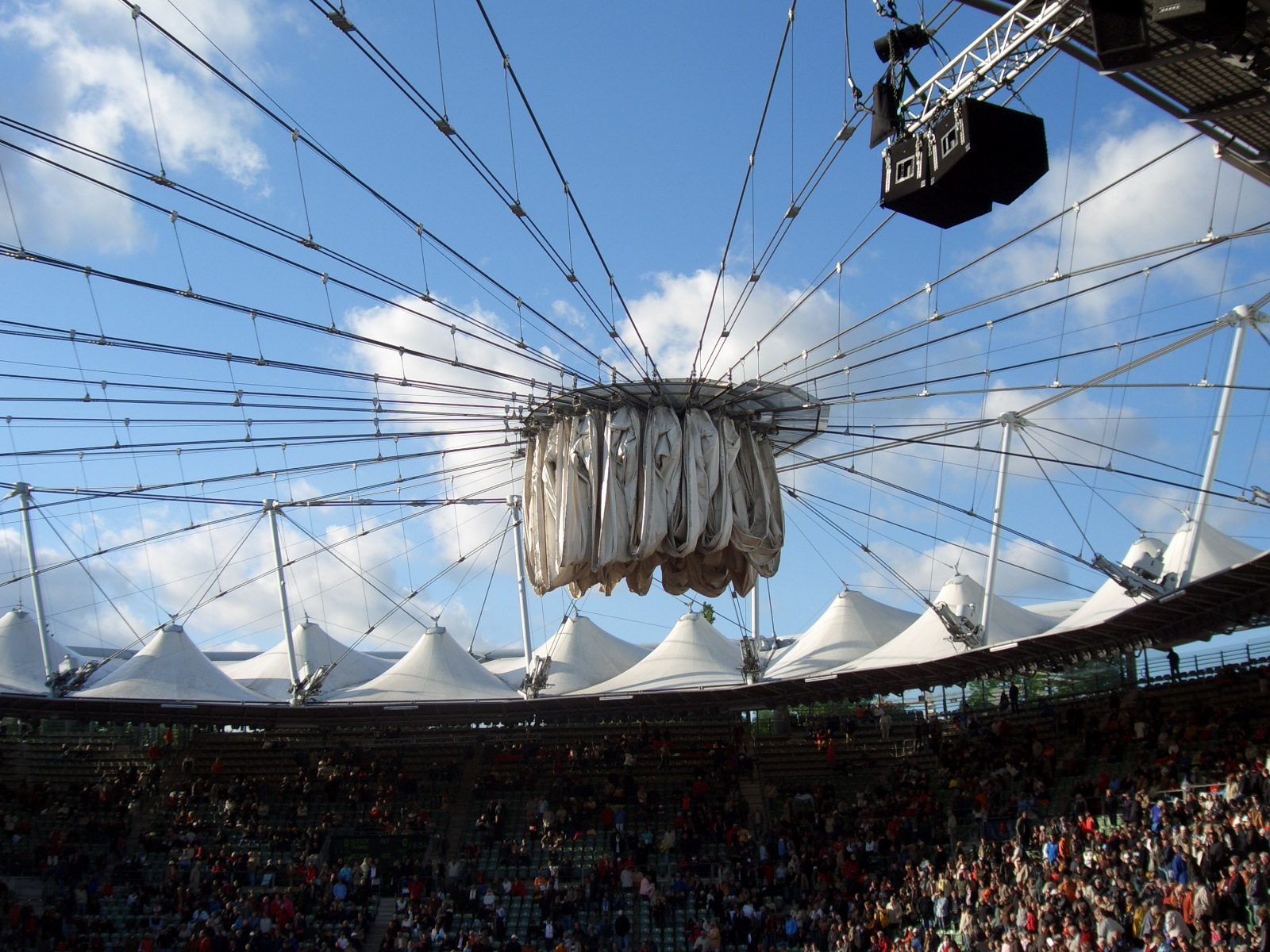
La struttura del tetto retrattile nel 2007
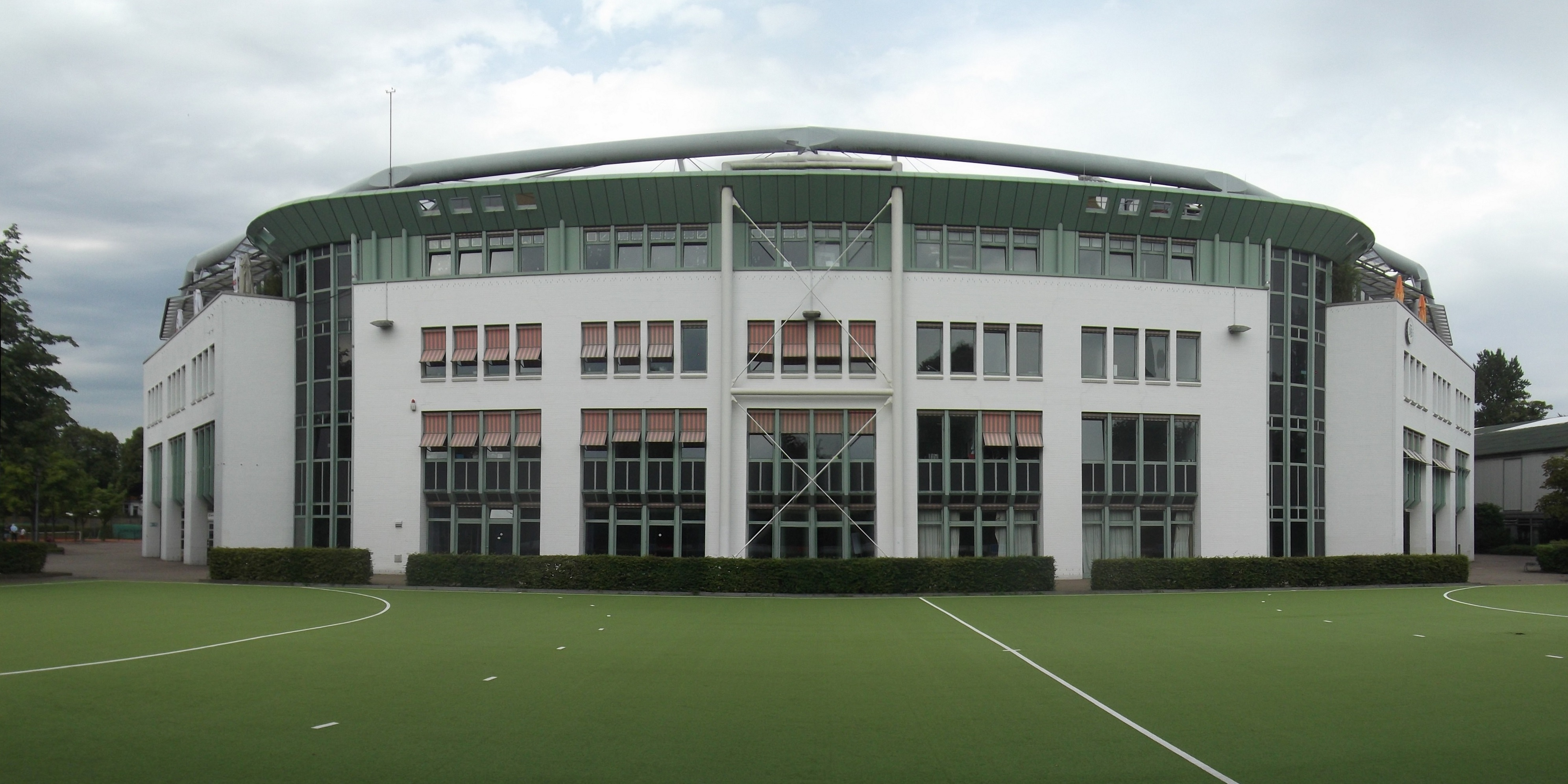
Facciata di ingresso allo stadio nel 2015
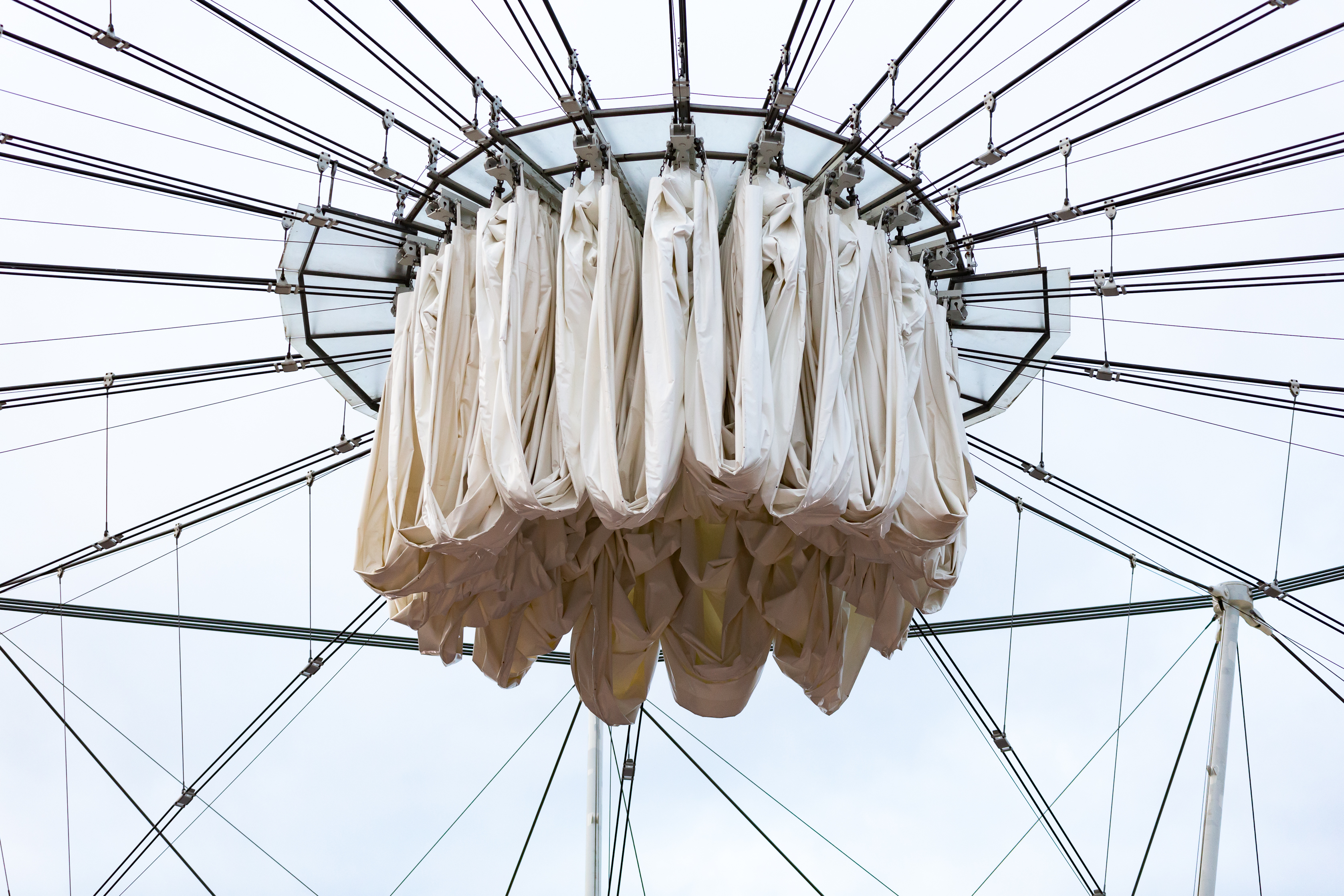
La membrana del tetto retrattile nel 2019

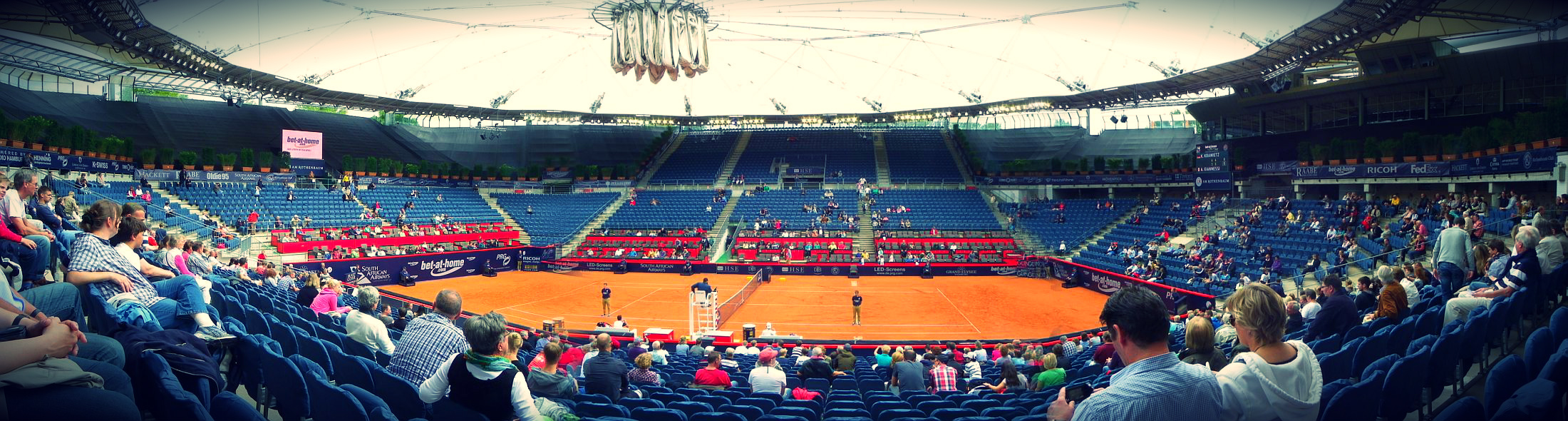
Stadio centrale nel 2012